# Armandia weissenbornii
Armandia weissenbornii är en ringmaskart som beskrevs av Kükenthal 1887. Armandia weissenbornii ingår i släktet Armandia och familjen Opheliidae. Inga underarter finns listade i Catalogue of Life.